# Comuna Dudeștii Vechi, Timiș
Dudeștii Vechi este o comună în județul Timiș, Banat, România, formată din satele Cheglevici, Colonia Bulgară și Dudeștii Vechi (reședința). Are 4.203 locuitori.

## Localizare
Așezată în extremitatea vestică a țării, comuna Dudeștii Vechi este situată pe malul pârâului Aranca, învecinându-se la nord cu comuna Beba veche, la vest cu comuna Vălcani, la sud cu comuna Teremia Mare iar la est cu orașul Sânnicolau Mare și comuna Cenad.

## Istoric
Prima atestare documentară a localității datează din 1213. Numele besenyő înseamnă „peceneg” în maghiară. Beșenova, cum s-a numit ea încă din acele timpuri, a aparținut de cetatea Cenadului, bucurându-se de privilegii și având dreptul, din 1331, să organizeze piețe săptămânale. Însă în secolul XVI, atât nobilimea cât și iobăgimea, părăsesc localitatea, aceasta ajungând apoi sub stăpânire turcească.
Așezarea de astăzi a fost reîntemeiată în 1738 și colonizată cu bulgari veniți din Bulgaria, din orașul Nicopol și împrejurimile acestuia. Alți bulgari au fost stabiliți la Lovrin, dar de acolo, aveau să plece în anul 1742, 200 de familii, care se stabilesc la Beșenova. Se formează așadar un centru stabil al bulgarilor bănățeni, care se păstrează și azi.
Numele localității a fost schimbat prin Decretul 799 din 1964, din Beșenova Veche în Dudeștii-Vechi.

## Politică
Comuna Dudeștii Vechi este administrată de un primar și un consiliu local compus din 13 consilieri. Primarul, Bono Cucalan[*], de la Partidul Social Democrat, este în funcție din 2016. Începând cu alegerile locale din 2024, consiliul local are următoarea componență pe partide politice:
|  | Partid                             | Consilieri | Componența Consiliului | Componența Consiliului | Componența Consiliului | Componența Consiliului | Componența Consiliului |
|  | ---------------------------------- | ---------- | ---------------------- | ---------------------- | ---------------------- | ---------------------- | ---------------------- |
|  | Partidul Social Democrat           | 5          |                        |                        |                        |                        |                        |
|  | Uniunea Bulgară din Banat- România | 5          |                        |                        |                        |                        |                        |
|  | Partidul Național Liberal          | 1          |                        |                        |                        |                        |                        |
|  | Alianța pentru Unirea Românilor    | 1          |                        |                        |                        |                        |                        |
|  | Forța Dreptei                      | 1          |                        |                        |                        |                        |                        |

## Economie
Comuna Dudeștii Vechi este una din cele mai mari din județul Timiș, cu rol polarizator, de servire și influențare a satelor din jur, cu funcții agro-industriale și o clară evoluție urbană.

## Monumente
- Biserica romano-catolică din Dudeștii Vechi (sec. al XIX-lea)

## Demografie
Componența etnică a comunei Dudeștii Vechi
     Bulgari (42,62%)
     Români (39,35%)
     Romi (6,17%)
     Maghiari (3,34%)
     Alte etnii (1,46%)
     Necunoscută (7,06%)
Componența confesională a comunei Dudeștii Vechi
     Romano-catolici (63,6%)
     Ortodocși (24,69%)
     Penticostali (1,83%)
     Alte religii (2,38%)
     Necunoscută (7,5%)
Conform recensământului efectuat în 2021, populația comunei Dudeștii Vechi se ridică la 3.827 de locuitori, în scădere față de recensământul anterior din 2011, când fuseseră înregistrați 4.203 locuitori. Cei mai mulți locuitori sunt bulgari (42,62%), cu minorități de români (39,35%), romi (6,17%) și maghiari (3,34%), iar pentru 7,06% nu se cunoaște apartenența etnică. Din punct de vedere confesional, majoritatea locuitorilor sunt romano-catolici (63,6%), cu minorități de ortodocși (24,69%) și penticostali (1,83%), iar pentru 7,5% nu se cunoaște apartenența confesională.